# Synema decoratum
Synema decoratum là một loài nhện trong họ Thomisidae.
Loài này thuộc chi Synema. Synema decoratum được Benoy Krishna Tikader miêu tả năm 1960.